# بيل فيتزر
بيل فيتزر (بالإنجليزية: Bill Fetzer)‏ هو لاعب كرة قاعدة أمريكي، ولد في 24 يونيو 1884 في كونكورد في الولايات المتحدة، وتوفي في 3 مايو 1959.

## وصلات خارجية
- بيل فيتزر على موقعبيزبول رفرنس.كوم (الدوري الرئيسي) (الإنجليزية)
- بيل فيتزر على موقعبيزبول رفرنس.كوم (الدوري الثانوي) (الإنجليزية)